# Kedrostis perrieri
Kedrostis perrieri är en gurkväxtart som beskrevs av Keraudr. Kedrostis perrieri ingår i släktet Kedrostis och familjen gurkväxter. Inga underarter finns listade i Catalogue of Life.